# Kościół Reformowany w Hombrechtikon
Kościół Reformowany – kalwinistyczna świątynia w szwajcarskiej miejscowości Hombrechtikon, w kantonie Zurych. 

## Historia
Wmurowanie kamienia węgielnego nastąpiło 12 maja 1758 roku, gotowy kościół inaugurowano 23 września 1759. Budowa odbywała się według projektu Jakoba Grubenmanna, który zmarł jeszcze przed zakończeniem budowy.

## Architektura
Świątynia rokokowa, jednonawowa. Wieża ma wysokość 48 metrów.

## Galeria

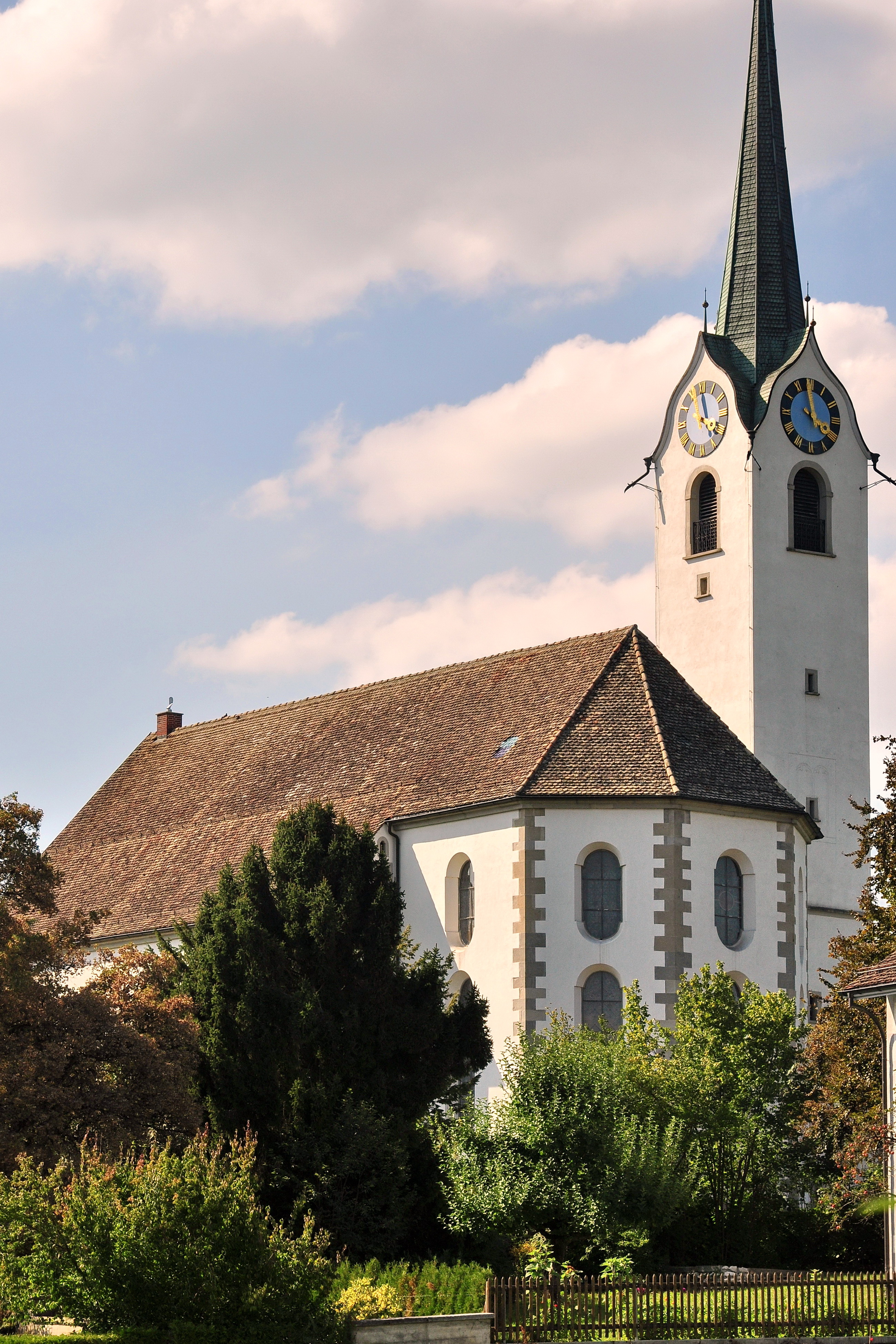
Widok z południowego wschodu
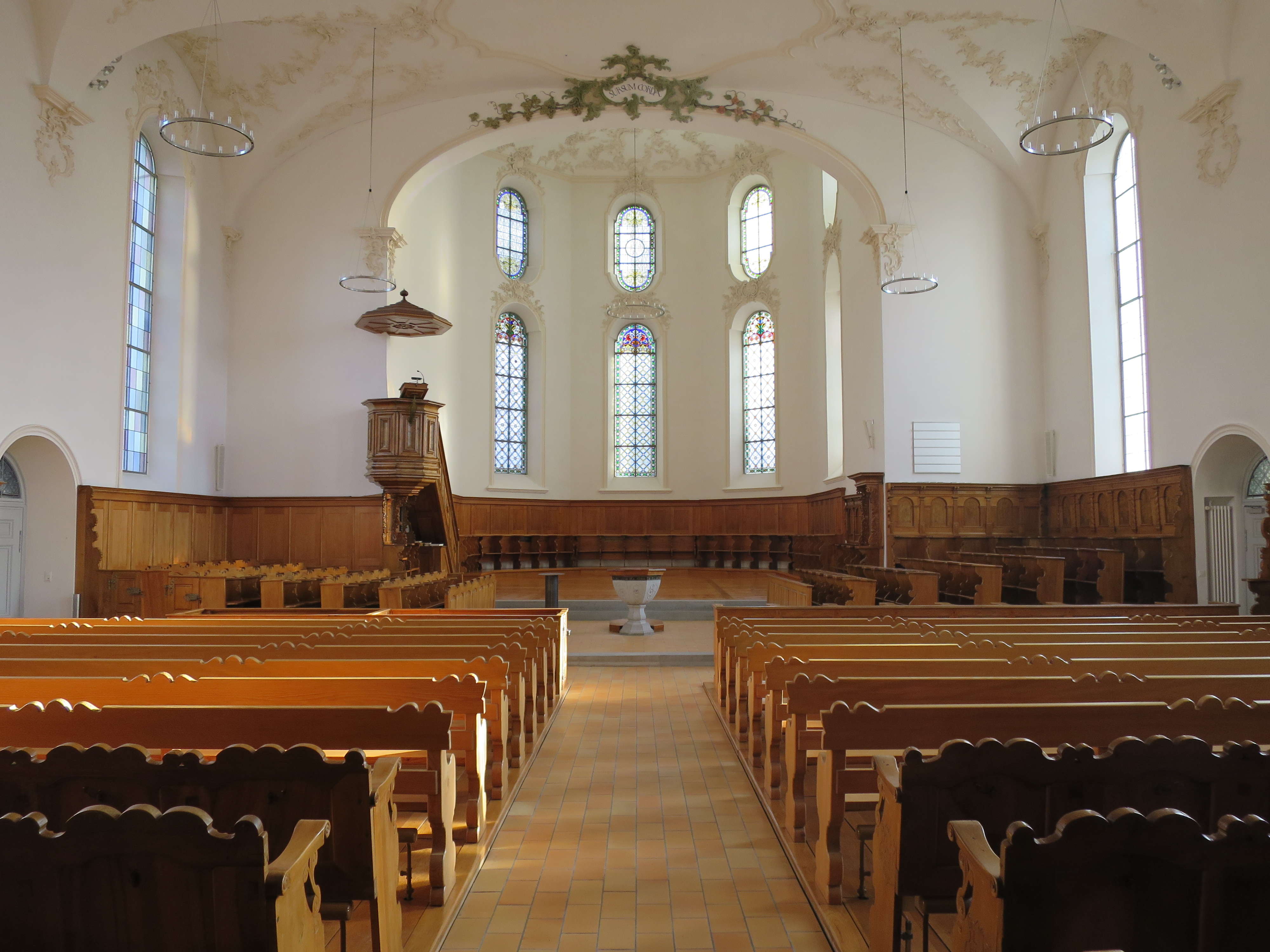
Wnętrze
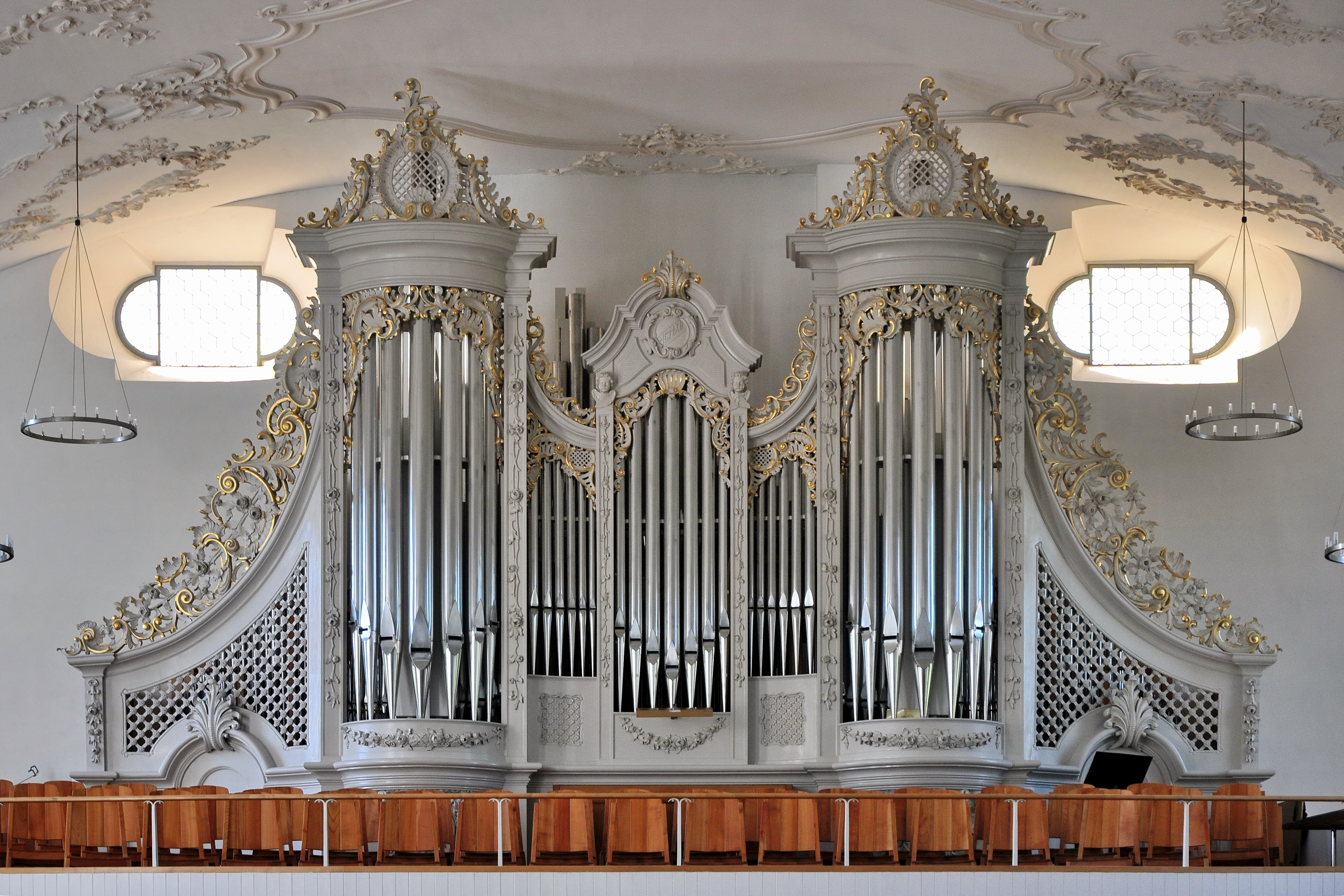
Organy
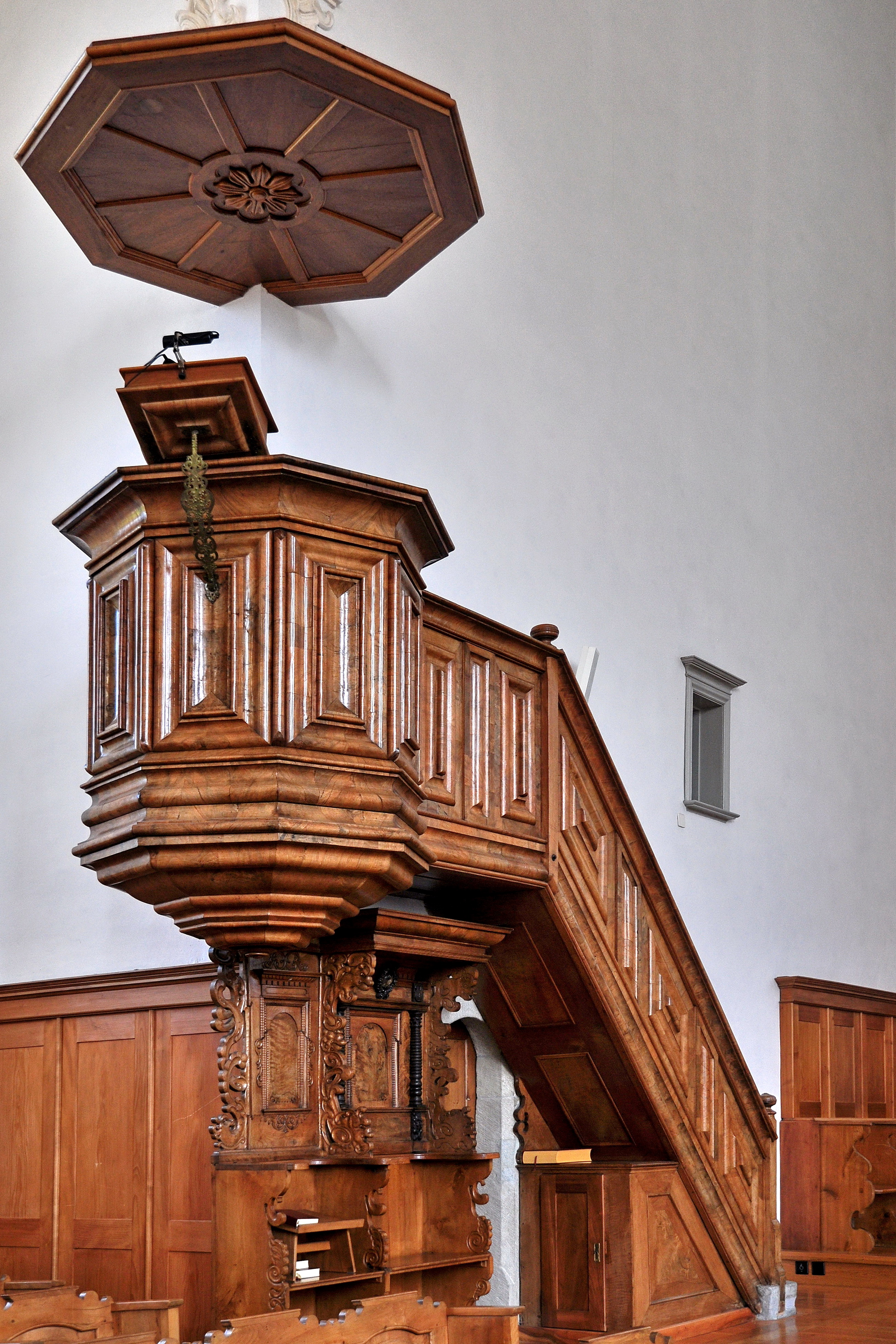
Ambona